# Stazione di Hōfu
La stazione di Hōfu (防府?, Hōfu-eki) è una stazione ferroviaria situata nella città di Hōfu, nella prefettura di Yamaguchi in Giappone. Si trova lungo la linea principale Sanyō della JR West.

## Linee e servizi
JR West
■ Linea principale Sanyō

## Caratteristiche
La stazione è dotata di un marciapiede a isola con due binari su viadotto. Sono presenti una biglietteria presenziata, ascensori per l'accesso ai binari e un chiosco.
| 1 | ■ Linea principale Sanyō | per Tokuyama e Yanai     |
| 2 | ■ Linea principale Sanyō | per Shin-Yamaguchi e Ube |

## Stazioni adiacenti
| «                      | Servizio               | »                      |
| Linea principale Sanyō | Linea principale Sanyō | Linea principale Sanyō |
| ---------------------- | ---------------------- | ---------------------- |
| Tonomi                 | -                      | Daidō                  |